# Grand Prix Formule 1 van Monaco 1991

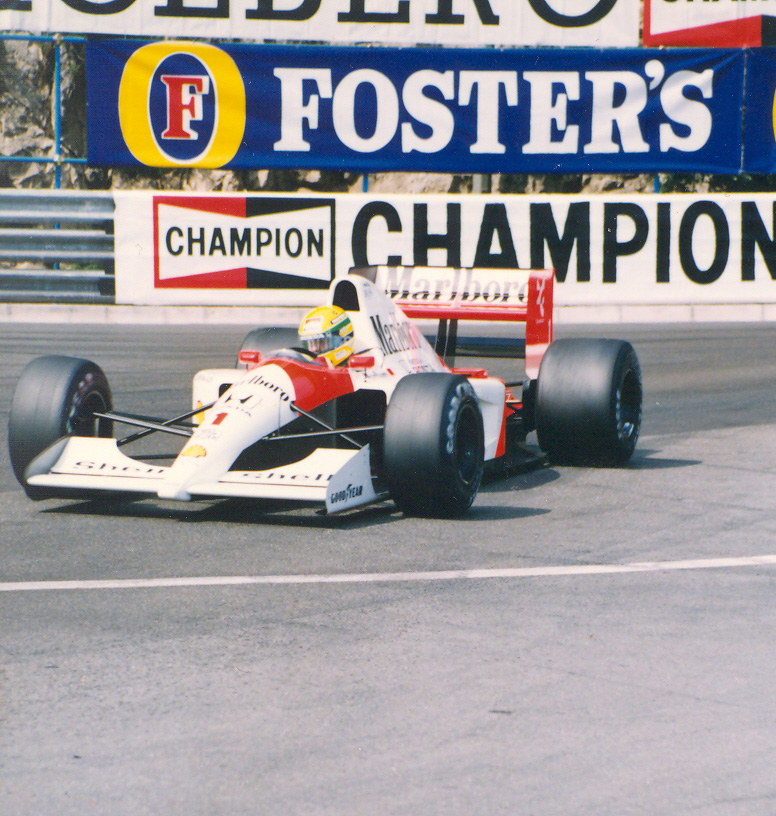
Ayrton Senna snelt in zijn McLaren in Monaco naar zijn vierde overwinning op rij in 1991.

De Grand Prix Formule 1 van Monaco 1991 werd gehouden op 12 mei 1991 in Monaco.

## Uitslag
| Positie | Nummer | Rijder             | Team                          | Ronden | Tijd/Opgave     | Startplaats | Punten |
| ------- | ------ | ------------------ | ----------------------------- | ------ | --------------- | ----------- | ------ |
| 1       | 1      | Ayrton Senna       | McLaren-Honda                 | 78     | 1:53:02.334     | 1           | 10     |
| 2       | 5      | Nigel Mansell      | Williams-Renault              | 78     | + 18.348        | 5           | 6      |
| 3       | 28     | Jean Alesi         | Ferrari                       | 78     | + 47.455        | 9           | 4      |
| 4       | 19     | Roberto Moreno     | Benetton-Ford                 | 77     | + 1 Ronde       | 8           | 3      |
| 5       | 27     | Alain Prost        | Ferrari                       | 77     | + 1 Ronde       | 7           | 2      |
| 6       | 21     | Emanuele Pirro     | Dallara-Judd                  | 77     | + 1 Ronde       | 12          | 1      |
| 7       | 25     | Thierry Boutsen    | Ligier-Lamborghini            | 76     | + 2 Rondes      | 16          |        |
| 8       | 32     | Bertrand Gachot    | Jordan-Ford                   | 76     | + 2 Rondes      | 23          |        |
| 9       | 29     | Éric Bernard       | Lola-Ford                     | 76     | + 2 Rondes      | 13          |        |
| 10      | 26     | Érik Comas         | Ligier-Lamborghini            | 76     | +2 Rondes       | 26          |        |
| 11      | 22     | Jyrki Järvilehto   | Dallara-Judd                  | 75     | + 3 Rondes      | 21          |        |
| 12      | 23     | Pierluigi Martini  | Minardi-Ferrari               | 72     | + 6 Rondes      | 14          |        |
| NF      | 11     | Mika Häkkinen      | Lotus-Judd                    | 64     | Olielek         | 25          |        |
| NF      | 24     | Gianni Morbidelli  | Minardi-Ferrari               | 49     | Versnellingsbak | 17          |        |
| NF      | 15     | Mauricio Gugelmin  | Leyton House-Ilmor            | 43     | Gaspedaal       | 15          |        |
| NF      | 4      | Stefano Modena     | Tyrrell-Honda                 | 42     | Motor           | 2           |        |
| NF      | 6      | Riccardo Patrese   | Williams-Renault              | 42     | Spin            | 3           |        |
| NF      | 8      | Mark Blundell      | Brabham-Yamaha                | 41     | Spin            | 19          |        |
| NF      | 9      | Michele Alboreto   | Arrows-Porsche                | 39     | Motor           | 22          |        |
| NF      | 3      | Satoru Nakajima    | Tyrrell-Honda                 | 35     | Spin            | 11          |        |
| NF      | 30     | Aguri Suzuki       | Lola-Ford                     | 24     | Motor           | 20          |        |
| NF      | 33     | Andrea de Cesaris  | Jordan-Ford                   | 21     | Gaspedaal       | 10          |        |
| NF      | 16     | Ivan Capelli       | Leyton House-Ilmor            | 12     | Remmen          | 18          |        |
| NF      | 17     | Gabriele Tarquini  | AGS-Ford                      | 9      | Versnellingsbak | 24          |        |
| NF      | 2      | Gerhard Berger     | McLaren-Honda                 | 9      | Spin            | 6           |        |
| NF      | 20     | Nelson Piquet      | Benetton-Ford                 | 0      | Ophanging       | 4           |        |
| NQ      | 12     | Julian Bailey      | Lotus-Judd                    |        |                 |             |        |
| NQ      | 18     | Fabrizio Barbazza  | AGS-Ford                      |        |                 |             |        |
| NQ      | 10     | Alex Caffi         | Arrows-Porsche                |        |                 |             |        |
| NQ      | 7      | Martin Brundle     | Brabham-Yamaha                |        |                 |             |        |
| PQ      | 34     | Nicola Larini      | Modena Lamborgini-Lamborghini |        |                 |             |        |
| PQ      | 35     | Eric van de Poele  | Modena Lamborgini-Lamborghini |        |                 |             |        |
| PQ      | 31     | Pedro Chaves       | Coloni-Ford                   |        |                 |             |        |
| PQ      | 14     | Olivier Grouillard | Fondmetal-Ford                |        |                 |             |        |

## Wetenswaardigheden
- Nigel Mansell scoorde zijn eerste punten van het seizoen.
- Martin Brundle werd gediskwalificeerd voor het missen van de weging door de FIA stewards.
- Stefano Modena (Tyrrell-Honda) wist zich als tweede te kwalificeren, naast Ayrton Senna.
- Een marshal werd in Ste Devote bijna aangereden door Senna.
- Het was Senna's vierde overwinning in vier races van 1991.
- Het was de eerste race waar Olav Mol commentaar gaf, destijds voor Studio Sport in dienst van de NOS.

## Statistieken
| Pole-position | Ayrton Senna | McLaren-Honda | 1:20.344 |
| Snelste ronde | Alain Prost  | Ferrari       | 1:24.368 |

1929 · 1930 · 1931 · 1932 · 1933 · 1934 · 1935 · 1936 · 1937 · 1948 · 1950 · 1955 · 1956 · 1957 · 1958 · 1959 · 1960 · 1961 · 1962 · 1963 · 1964 · 1965 · 1966 · 1967 · 1968 · 1969 · 1970 · 1971 · 1972 · 1973 · 1974 · 1975 · 1976 · 1977 · 1978 · 1979 · 1980 · 1981 · 1982 · 1983 · 1984 · 1985 · 1986 · 1987 · 1988 · 1989 · 1990 · 1991 · 1992 · 1993 · 1994 · 1995 · 1996 · 1997 · 1998 · 1999 · 2000 · 2001 · 2002 · 2003 · 2004 · 2005 · 2006 · 2007 · 2008 · 2009 · 2010 · 2011 · 2012 · 2013 · 2014 · 2015 · 2016 · 2017 · 2018 · 2019 · 2020 · 2021 · 2022 · 2023 · 2024 · 2025